# Dendrocerus punctipes
Dendrocerus punctipes är en stekelart som först beskrevs av Karl Henrik Boheman 1832.  Dendrocerus punctipes ingår i släktet Dendrocerus och familjen trefåresteklar. Arten är reproducerande i Sverige. Inga underarter finns listade i Catalogue of Life.